# Waltheria indica
Espèce
Classification phylogénétique
Waltheria indica est une espèce de plantes tropicales de la famille des Malvacées.

## Synonymes
- Waltheria africana K. Schum.
- Waltheria americana L.
- Waltheria angustifolia L.
- Waltheria arborescens Cav.
- Waltheria corchorifolia Pers.
- Waltheria erioclada DC.
- Waltheria guineensis K. Schum
- Waltheria laevis Schrank
- Waltheria makinoi Hayata
- Waltheria microphylla Cav.
- Waltheria ovata Cav.
- Waltheria pyrolifolia A. Gray
- Waltheria wildii Suess.

## Description
- Plante au port dressé , avec plusieurs tiges partant de la base et pouvant atteindre 1 à 2 mètres de haut[1].
- Feuilles pétiolées à marge dentée.
- Inflorescences en glomérules axillaires.

## Répartition
Répartition tropicale (Amérique, Afrique, Asie, Océanie), probablement originaire d'Amérique centrale.

## Plante envahissante
Waltheria indica est considérée comme envahissante à La Réunion

## Pharmacologie
Waltheria indica contient des Composés phénoliques et flavonoïdes (kaempférol, quercétol, épicatéchine et tiliroside).